# Lâu đài Blatná

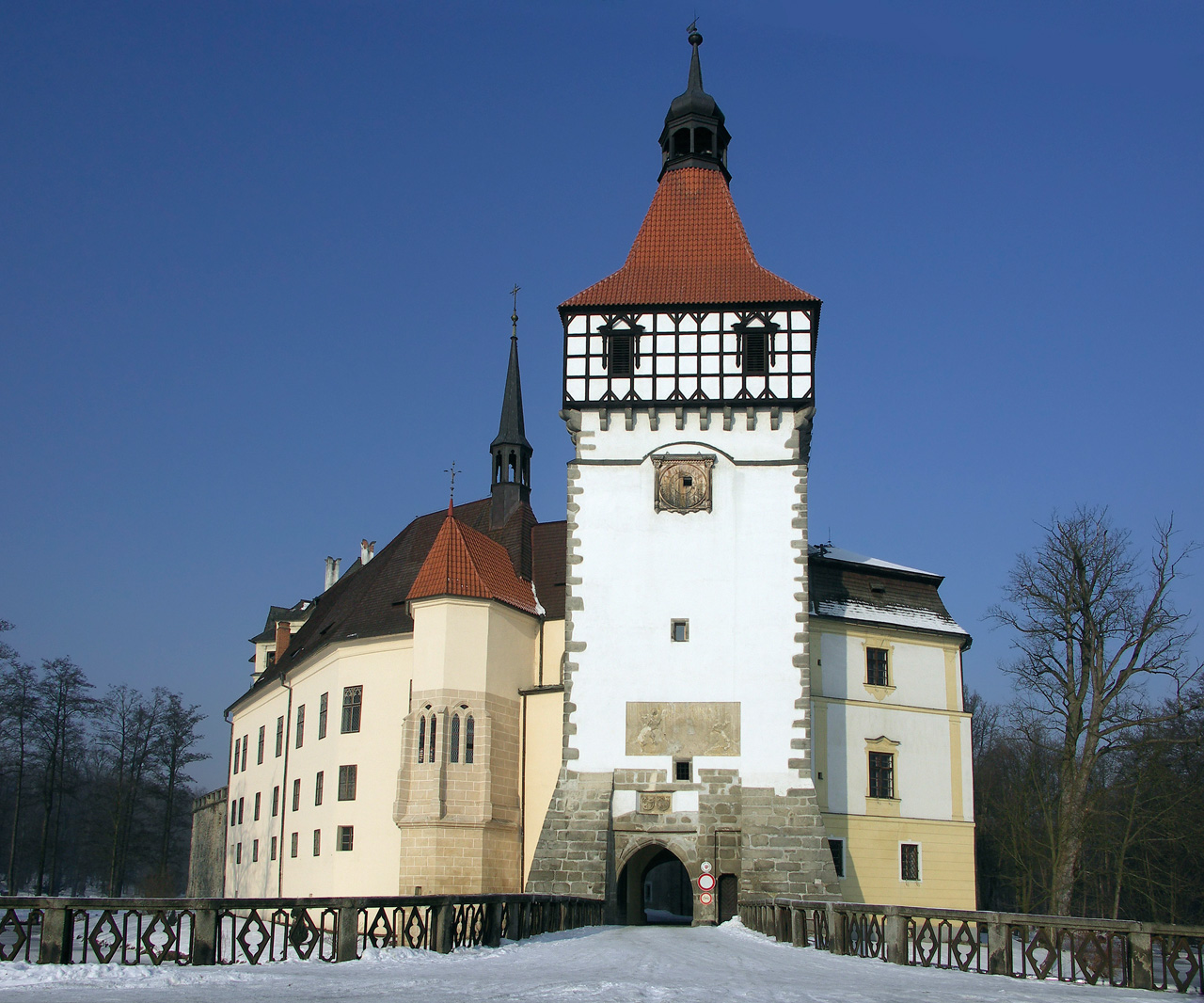

Lâu đài Blatná là một lâu đài ở thị trấn Blatná, huyện Strakonice, Vùng Nam Bohemian. 

## Lịch sử
Bản ghi chép đầu tiên về Blatná có từ năm 1235, khi đó có lẽ chỉ là một pháo đài bằng gỗ được xây dựng trên một mảnh đất đá ở giữa một đầm lầy. Không có nhiều thông tin về lâu đài cho đến nửa sau của thế kỷ 13, khi nó trở thành tài sản của ngôi nhà Bavorové của Strakonice. Có một truyền thuyết cho rằng vào thời đó, lâu đài là một vị trí của các Hiệp sĩ Templar, những người được cho là đã giấu một kho báu ở đâu đó trong lâu đài. Công trình duy nhất còn lại từ thời kỳ này là nền móng của một nhà nguyện La Mã.
Từ năm 1391, lâu đài và sau đó là thị trấn đã thuộc về nhà Lvové (tức là Lions) của Rožmitál. Dưới thời các chủ nhân mới, lâu đài lần đầu tiên được xây dựng lại bằng đá (phần cổ nhất là tháp và Cung điện Rožmitálský) và đầm lầy xung quanh đã được thay đổi thành rãnh nước rộng, do đó tạo cho lâu đài vẻ ngoài của "Một con thiên nga ngồi trong hồ ". Quy tắc dài của họ đánh dấu thời kỳ hoàng kim của nơi này. Lvové đã liên tục xây dựng lại và mở rộng lâu đài, đầu tiên với cái gọi là Cung điện cũ, đứng tách biệt trên tàn dư của Nhà nguyện La Mã. Vào năm 1523-1530, dưới sự hướng dẫn của nhà xây dựng hoàng gia nổi tiếng Benedikt Ried of Piesting (hay Benedikt Rejt của Pístov), một cung điện mới theo phong cách kiến trúc Phục hưng hỗn hợp đã được thêm vào (được đặt theo tên của Rejt những ngày này).
Vào nửa sau của thế kỷ 17, lâu đài thuộc sở hữu của nhà Šternberkové trong một thời gian ngắn cho đến khi được nhà Rozdražovští của Rozdražov mua lại vào năm 1579, họ đã xây dựng một cung điện thời Phục hưng mới. Trong thời gian cai trị của họ, lâu đài và thị trấn bị cướp phá. Thời kỳ Baroque được đánh dấu bởi nhà Serényi của Hungary, những người đã xây dựng lại lâu đài (cụ thể là sau trận hỏa hoạn lớn năm 1763) và cũng dựng lên nhiều bức tượng trong thị trấn và môi trường xung quanh.
Từ năm 1798, lâu đài thuộc về nhà Tyrolian có nguồn gốc từ Hildprandtové của Ottenhausen. Vào năm 1850-1856, lâu đài đã được xây dựng lại lần cuối, theo phong cách kiến trúc Gothic của Anh, mang lại cho nó vẻ ngoài đương đại.
Lâu đài hiện đang được khôi phục với hầu hết các công trình đã hoàn thành. Nó vẫn mở cửa cho khách du lịch, cùng với khu vườn cảnh quan tráng lệ.

## Kiến trúc
Lâu đài được xây dựng trên một tảng đá được bao quanh bởi một con hào trông giống như một cái hồ. Các phần nổi bật trong lâu đài gồm
- Nhà nguyện Romanesque: phần lâu đời nhất của lâu đài có từ thế kỷ 13.
- Tháp canh: bên trong phần tháp canh có công trình nổi bật là Phòng Xanh được xây dựng tù thế kỉ 16.
- Cung điện Rožmitálský: được xây dựng cùng lúc với tòa tháp
- Cung điện cũ: được xây dựng từ khoảng nửa thế kỷ 15 theo phong cách kiến trúc Gothic muộn, nhưng các cửa sổ lớn của nó đã đánh dấu sự xuất hiện của phong cách Phục hưng.
- Cung điện Rejt: là sự kết hợp độc đáo giữa phong cách kiến trúc Gô-tích muộn và phong cách Phục hưng. Nó được xây dựng dưới thời cai trị của Zdeněk Lev của Rožmitál, một nhà ngoại giao quan trọng tại triều đình của nhà vua Séc Vladislav Jagellonský. Nó có cửa sổ lớn, mặt tiền được trang trí phong phú và một mái nhà có cấu trúc với trần nhà bằng gạch gỗ.
- Cung điện Rozdražovský (hay Serényi): được xây dựng đầu tiên theo phong cách Phục hưng và được xây dựng lại theo phong cách Baroque